# Frankophones Afrika

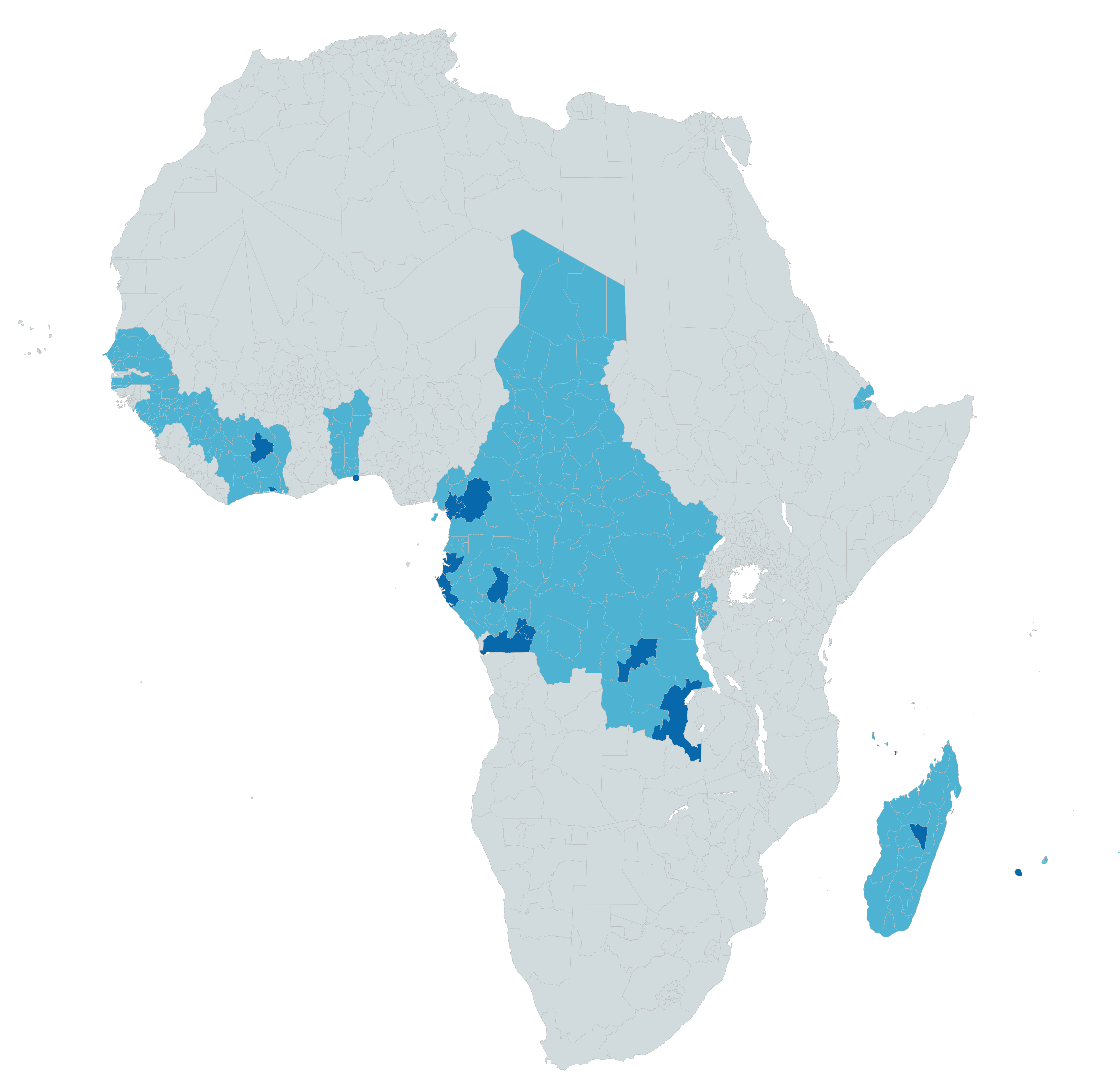
Frankophone Länder im weiteren Sinne.
Städte oder Regionen, in denen Französisch als Muttersprache gesprochen wird

Das frankophone Afrika oder das französischsprachige Afrika bezeichnet alle afrikanischen Länder, in denen die französische Sprache als Amtssprache oder Verkehrssprache benutzt wird. Als afrikanisches Französisch versteht man alle Varianten der französischen Sprache, die 2014 in 31 Ländern Afrikas von über 116 Millionen Afrikanern gesprochen werden. Der Begriff schließt alle Menschen ein, die das Französische als erste oder zweite Sprache beherrschen. Afrika ist heutzutage der Kontinent, auf dem die meisten Sprecher des Französischen leben und stellt somit den bedeutendsten Teil der Frankophonie dar. Das Französische kam durch die französische und belgische Kolonisierung in Afrika an.
Die französischsprachigen Länder stellen fast die Hälfte der afrikanischen Länder und ein Drittel der Bevölkerung Afrikas dar.
Das Französische wird meist als Zweitsprache in Afrika benutzt, in einigen Regionen – wie Abidjan in der Elfenbeinküste – wird es als Erst- oder Hauptsprache verwendet.
Im Jahr 2010 lebten Schätzungen zufolge 120 Millionen Sprecher des Französischen in Afrika. Diese Zahl steigt schnell, denn es gab 1997 nur 79 Millionen Sprecher und 2006 bereits 115 Millionen. 2014 lebten der Organisation internationale de la Francophonie zufolge von den 212 Millionen Französischsprechern weltweit 54,7 % in Afrika. Dazu schätzt die Organisation, dass 2050 womöglich 85 % der 715 Millionen Französischsprecher der Welt in Afrika leben würden, wenn das Französische weiterhin als Bildungssprache verwendet wird.